# رزم‌نامه (کتابخانه بریتانیا، نسخه ۱۲۰۷۶)

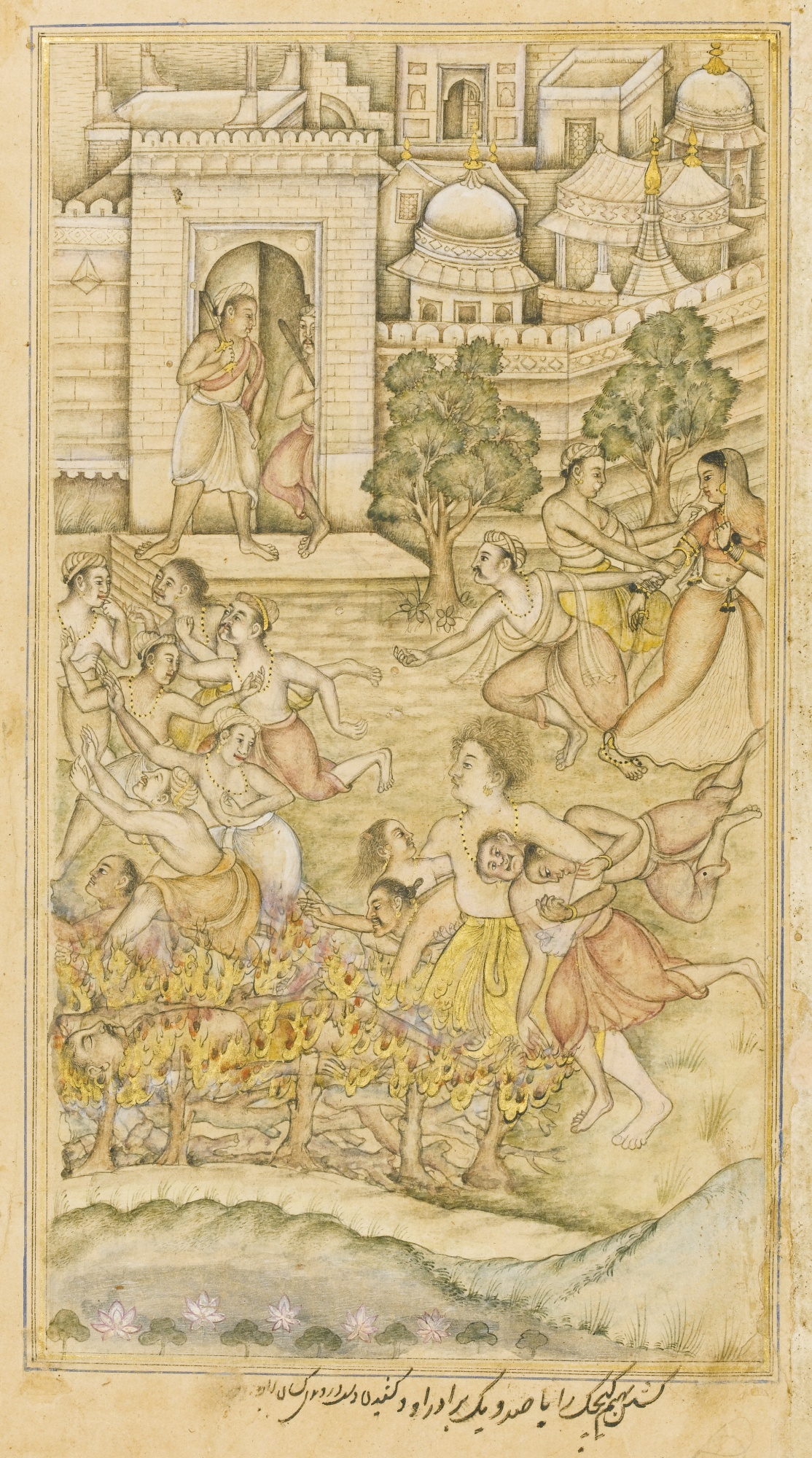
بهیم کیچاکا و برادران او را می‌کشد، اثر دهانو. اگرچه از همان نسخه تهیه شده‌است، اما این برگ در کتابخانه بریتانیا وجود ندارد و از رنگ بسیار کمتری نسبت به سایر برگها استفاده می‌کند.

رزم‌نامه، در کتابخانه بریتانیا به شماره نسخه ۱۲۰۷۶، یک نسخه خطی ناقص از کتاب رزم‌نامه است، که ترجمه‌ای از حماسه هندو مهاباراتا محسوب می‌شود. این نسخه به خصوص توسط نقیب خان کتابت شده و در سال ۱۰۰۷ قمری (۹۹/۱۵۹۸) کپی‌برداری شده‌است. این نسخه شامل بخش‌های ۱۴–۱۸، قسمت پایانی کار، با برخی از قسمت‌های منفک است. ۲۴ نقاشی کامل گورکانی با کیفیت بالا وجود دارد که همگی به هنرمندان مطرح آن دوره نسبت داده شده‌اند (دو هنرمند در سه مورد فعالیت داشتند). این دومین نسخه از چهار نسخه خطی مصور باقی مانده‌است که در فهرست کتابخانه بریتانیا به عنوان «تحت امپراتوری مغلان» توصیف شده‌است.
کتابخانه بریتانیا ("BL")، نسخه ۱۲۰۷۶ دارای ۱۳۸ برگ است که در هنگام خرید شماره گذاری شده‌اند، صفحات آن‌ها از ۷۱۵ تا ۸۴۶ است، تعداد دیگری شماره گذاری نشده، اما چندین برگ از متن موجود نیست.

## تاریخ
این نسخه خطی در حراجی در ساتبیز لندن در سال ۱۹۲۱ (۲۴–۲۵ اکتبر ۱۹۲۱، قسمت ۲۰۳) به فروش گذاشته شد؛ جایی که کتابخانه بریتانیا با ۷۶ پوند توسط جرالد ریتلینگر، مورخ هنر که فقط ۲۱ سال داشت، این اثر را خریداری کرد. بار دیگر در سال ۱۹۵۴ در ساتبیز (لات ۲۳۰، فروش ساتبی در ۸ نوامبر ۱۹۵۴) به مزایده گذاشته شد و توسط یک دلال خریداری شد که چند هفته بعد آن را به موزه بریتانیا (کتابخانه فعلی) فروخت.
در فروش ۱۹۲۱، چندین قسمت شامل بخش‌هایی از نسخه خطی بود که احتمالاً اخیراً برای فروش تقسیم شده بود و در مجموع مکان‌های ۱۶۱ مینیاتور مشخص است و توسط سیلر ضبط شده‌است. محل «قسمت‌های باقیمانده» متن که به مبلغ ۱ پوند به یک فروشنده فروخته شده مشخص نیست. هشت برگ دیگر بعداً به دست کتابخانه بریتانیا رسید و به آن پیوست شد.
کتابخانه بریتانیا، شماره نسخه ۱۲۰۷۶ در کل کار فقط پنج بخش آخر (Parwa) از ۱۸ بخش کتاب اصلی مهاباراتا را دارد. متن داستان آن هم از نسخه Jaimini Ashvamedhika Parva پیروی می‌کند.

## مینیاتورها

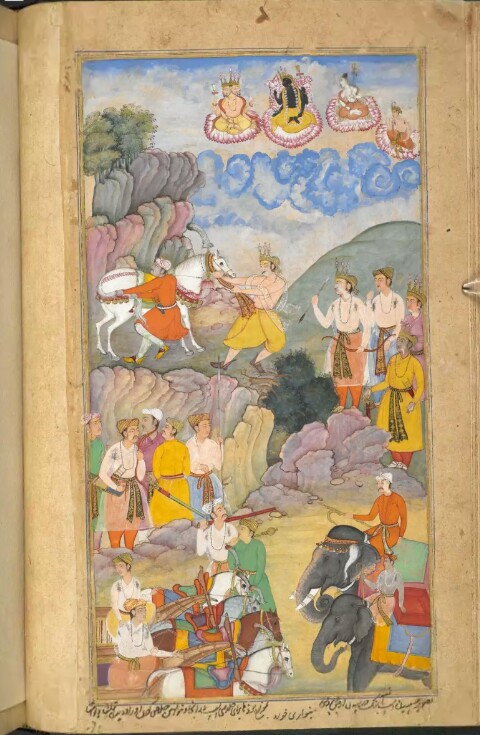
آرجونا و افرادش تلاش می‌کنند اسب سفید را از صخره آزاد کنند. هنرمند: بانواری خُرد

همان‌طور که توسط فهرست کتابخانه بریتانیا شرح داده شده‌است، ۲۴ مینیاتور عبارتند از:
- f.4v حکیم ویاسا به کریشنا و پانداوا گفت که اسب را برای قربانی کجا تهیه کنند ('asvamedha'). (موهان بن بانواری).
- f.7v کشف اسب، سایاماکارنا، توسط بهیما که در کوه بالای شهر بهادرواتی نشسته بود و سربازان ارتش راجا یاواناسوا را تماشا می‌کرد. (نارایان خرد).
- f.13v بهیما در حال ورود به قلعه دواراکا برای دعوت کریشنا به «اسوامده». کریشنا که با همسرش ساتیابهاما است وانمود می‌کند که چیزی نمی‌شنود. (بهاونی)
- f.17r اسب را به «زانانا» می‌برند تا همسران کریشنا و خانم‌های پانداوا بتوانند آن را ببینند. کریشنا در حال نوشیدن با یودیستیرا است. (بهگوان)
- f.20r آنوسالوا که اسبی را که توسط ورساکیتو پسر کارنا اسیر شد، به سرقت برد و در برابر یودیستیرا و کریشنا سر فرود آورد. (لوهانکا)
- f.23v خدای آگنی آتش را برای کمک به پدر شوهرش راجا نیلاهداوا از مالوا خلق کرد، ولی آرجونا آتش را با تیرهای جادویی که چشمه‌های آب تولید می‌کنند، خاموش می‌کند. (احمد کشمیری).
- f.26v ارجونا سعی می‌کند اسب را از صخره‌ای که پانداواهای دیگر تماشا می‌کند، آزاد کند. برهما، ویسنو، سیوا و ایندرا در آسمان هستند. (بانواری خرد).
- f.35b سوراتا، پسر دوم راجا همسادهواجا، پس از مرگ برادرش سودوانوان، آرجونا و ارابه برانش کریشنا را به چالش می‌کشد. (عاص بن ماهش). f.44r ارجونا درمانی پور با پسر خود بابرهوهانا با تحقیر رفتار می‌کند. (خِم)
- f.48r بنده راما در حال گوش دادن به دعوای ذوبی با همسرش. (داوود، برادر دولت). f.5lar لاکسمانا به دستور راما سیتا را در جنگل رها کرد. (مکار) *
- f.56r نبردی بین کوسا و ناگا که در آن کوسا فیل ناگا را کشت و سپس بازوی ناگا را قطع کرد. (داردماس لونج). f.62v کوسا و لاوا حین شکست دادن بهاراتا، لاکسمانا و ارتش میمون‌ها. (عاص بن ماهش).
- f.67r بابرهوهانا ارتش ارجونا را از بین برد. (بولاغی بن غلامعلی).
- f.71v نبرد بین بابرواوهانا، پسر ارجونا و مارها در مناطق دیگر. بابرهوانا از تیرهایی استفاده کرد که به دشمنان طبیعی مارها مانند لک لک‌ها، طاووس‌ها و مورچه‌ها تبدیل شده و جواهری را بدست آورد که جان آرجونا را نجات داد. (سانگها)
- f.76r نبرد بین ارتشهای آرجونا و تامرادجهاوا. برهما و سایر خدایان در آسمان. (پارای)
- f.80v ویراورمان، راجای ساراسواتا، هنگامی که هانومان ارابه او را با دم خود واژگون می‌کند، و کریشنا تماشا می‌کند، به زمین می‌افتد. (ابراهیم قهار).
- f.83v کاندراهاسا پس از پیروزی کاندراهاسا بر دشمنان پادشاه، در مقابل راجه کونتالا هنگام ارایه توسط وزیر درشتابودی به او زانو زد. فیل‌ها، اسب‌ها و شاهین غنیمت دشمن هستند. (کنهار)
- f.87v. مادانا، برادر ویسایا، در حال توضیح دادن به پدرش دورستبودی، نحوه ازدواج وی (ویسایا) با کاندراهاسا. (دانهو) f.90v کاندراهاسا با بریدن تکه‌هایی از گوشت خود و قرار دادن آنها روی آتش، خود را در معبد کاندیکا فدا کرد. یک الوهیت مرد در تلاش است تا او را به زندگی بازگرداند در حالی که دهراستابودی و مادانا در همان نزدیکی مرده‌اند (قابیل بن مقبول).
- f.95r کریشنا از سوء استفاده‌های آرجونا به بها می‌گوید و زنان نیز به آنها گوش می‌دهند. (بانواری خرد).
- f.106r هنگامی که دیگری سلطنت خود را کنار می‌گذارد، یودیستیرا و دهرتارستا با هم هستند. (حاجی)
- f.110v. وقتی گارداری چشم بسته، از دهرتارستا پشتیبانی می‌کرد و هنگامی که دهرتارستا پیر شد و ناتوان شد و به جنگل بازنشسته شد، از کنتی پیروی می‌کرد. (دانهو) f.130v. ارجونا اجساد را پس از نبرد بین آنداکاها و یداواس در پرابهاسا در ساحل گجرات می‌سوزاند. غی در حال ریختن روی گلزار تشییع جنازه است. (نارایان)

رزم‌نامه کتابخانه بریتانیا دارای ۲۴ مینیاتور با دو مینیاتور پاره شده، اثر ۲۱ هنرمند مختلف است. تصاویری مانند «پیشنهاد ویاسا» (۴ ب)، «بهیما اسب را پیدا می‌کند» (۷ ب)، «بنده راما به شایعات دربارهٔ سیتا گوش می‌دهد» (48a)، «بازنشستگی دهرتارستا» (106a و 110b) و «سوزاندن یاداواس» (130b) در رزم‌نامه نسخه‌های اکبر و رحیم کاملاً مفقود هستند.

## نگارخانه
- Vyasa gave suggestion of Ashwamedha, Artist Mohana
- Bhima discovers the white horse while watching the army of Yauvanasva from above the city of Bhadravati. Artist Narayana khurd
- Bhima arrive Dwarka while Krishna serve satyabhama. Artist Bhawani
- Ladies of Krishna's Harem are shown the Sacrificial Horse. By Bhagwan
- Anusalva defeat by Vrishaketu surrender to Krishna. Artist Lohanga
- Arjuna attempts to quench the fire that Agni created to help his father-in-law, Niladhvaja, in his battle against Arjuna. Artist Ahmad kashmiri
- Suratha challenge Arjuna. Artist: Asa, son of Mahesh
- Arjuna spurns Barbhuvahana Artist: khem
- Rama's servant heard gossip about sita. Artist: Daud, Brother of Daulat
- Lakshmana leave sita in Forest. Artist: Makara
- Lava and Kushu engage Lakshmana in battle. Artist: Makara, Edwin collection
- Kusha cut arms of Naga. Artist: Dharmdas Lunja

## یادداشت
1. 1 2 3 4 5  "Razmnamah: the Persian Mahabharata - Asian and African studies blog". blogs.bl.uk (به انگلیسی). Retrieved 2018-02-19.
2. ↑  Seyller, 37

## برای مطالعهٔ بیشتر
- Amy S. Landau, Pearls on a String: Artists, Patrons, and Poets at the Great Islamic Courts (Baltimore, 2015), especially Adamjee and Truschke's chapter “Reimagining the ʻIdol Temple of Hindustanʼ,” pp. 141–65
- Yael Rice, “A Persian Mahabharata: The 1598-1599 Razmnama,” Manoa 22/1 (2010): 125-131
- G. Meredith-Owens and R. H. Pinder-Wilson,“A Persian translation of the ‘Mahabharata’, with a Note on the Miniatures,” The British Museum Quarterly, 20/3 (1956): 62-65
- M. Athar Ali, “Translations of Sanskrit Works at Akbar's Court,” Social Scientist 20, no 9/10 (1992): 38-45